# Pereña de la Ribera
Pereña de la Ribera és un municipi de la província de Salamanca a la comunitat autònoma de Castella i Lleó. Limita 1mb Villarino de los Aires a l'Est, La Peña al Sud, Masueco a l'Oest i amb Portugal al Nord.

## Demografia
| 1991 | 1996 | 2001 | 2004 |
| ---- | ---- | ---- | ---- |
| 555  | 554  | 522  | 513  |